# Coronel (canción)
Coronel es una canción publicada en "Más guapa" la reedición del cuarto álbum de estudio del grupo de pop español "La Oreja de Van Gogh".

## Información de la canción
La canción narra, como dice el título, la vida de un coronel que no entiende el porqué de la guerra. Estuvo incluida en el sencillo comercial de "Puedes contar conmigo" del álbum "Lo que te conté mientras te hacías la dormida", así como en la caja conmemorativa de los diez años del grupo. A raíz de la publicación en "Más guapa" la canción tomó popularidad e incluso formó parte de La Gira LKXA (la última del grupo con Amaia). Según palabras del grupo la canción estaba compuesta para formar parte de "Lo que te conté mientras te hacías la dormida", pero no estuvo lista a la hora de entregar el master final.

## Curiosidades
- Existe un videoclip hecho por los fanes con imágenes de cierta película que recuerda a la letra de la canción.
- Actualmente la canción ha sido rescatada por Amaia Montero en su Tour Si dios quiere yo también

- Datos: Q5788798